# リー・ジージャ
リー・ジージャ（中国語: 李梓嘉、英語: Lee Zii Jia、1998年3月29日 - ）は、マレーシア・ケダ州アロースター出身の男子バドミントン選手。
身長186cm。2021年全英オープン優勝。2024年パリオリンピックの男子シングルス銅メダリスト。

## 経歴
マレーシアのケダ州に生まれ、6歳でバドミントンを始めた。2016年の世界ジュニアバドミントン選手権大会男子シングルス部門で銅メダルを獲得し、男子団体でも銀メダルを獲得した。
2018年には台北オープンで優勝した。
2017年と2019年には東南アジア競技大会男子団体部門で銀メダルを獲得した。2019年大会の男子シングルス部門では金メダルを獲得した。
2021年には、決勝でビクター・アクセルセンを破って全英オープンで優勝した。

## 主な成績
- 2016年
  - インドインターナショナルシリーズ - 男子シングルス銀メダル
  - 世界ジュニア選手権 - 混合団体銀メダル
  - 世界ジュニア選手権 - 男子シングルス銅メダル
- 2017年
  - ポーランドインターナショナル - 男子シングルス金メダル
  - 東南アジア競技大会 - 混合団体銀メダル
- 2018年
  - 台北オープン - 男子シングルス金メダル
  - 韓国マスターズ - 男子シングルス銀メダル
  - アジア選手権 - 混合団体銅メダル
- 2019年
  - 東南アジア競技大会 - 男子シングルス金メダル
  - 東南アジア競技大会 - 混合団体銀メダル
- 2020年
  - アジア選手権 - 混合団体銀メダル
- 2021年
  - 全英オープン - 男子シングルス金メダル
  - スディルマンカップ - 混合団体銅メダル
  - ハイロオープン - 男子シングルス銀メダル